# Glossosoma caudatum
Glossosoma caudatum är en nattsländeart som beskrevs av Martynov 1931. Glossosoma caudatum ingår i släktet Glossosoma och familjen stenhusnattsländor. Utöver nominatformen finns också underarten G. c. fissum.